# Maria Enzersdorf
Maria Enzersdorf je městys v Dolních Rakousech, v okrese Mödling, na jižním předměstí Vídně. Do roku 1999 se obec jmenovala Maria Enzersdorf am Gebirge.

## Geografie

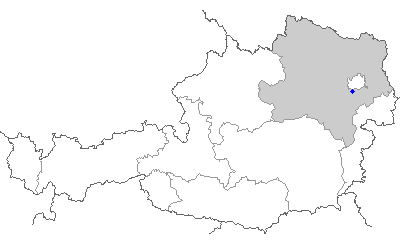
Umístění Maria Enzersdorf

Obec sestává ze starého města Maria Enzersdorf a jižního města. Západní část zastavěného území je na úbočí Vídeňského lesa, jižní město ve východní části se rozprostírá v planině Vídeňské pánve.
Jižní město bylo plánováno jako obytná a obchodní oblast jako "Zahradní město". Usídlily se zde dolnorakouské i zahraniční společnosti. Skupina pověřených architektů prof. Vilhelm Hubarsch, Ing. Franz Kiener a Ing. Gustav Peichl vypracovala plány na zřízení nového správního centra a obchodních společností a přidružené obytné zóny. Práce na tomto území byly zahájeny dne 12. září 1960.

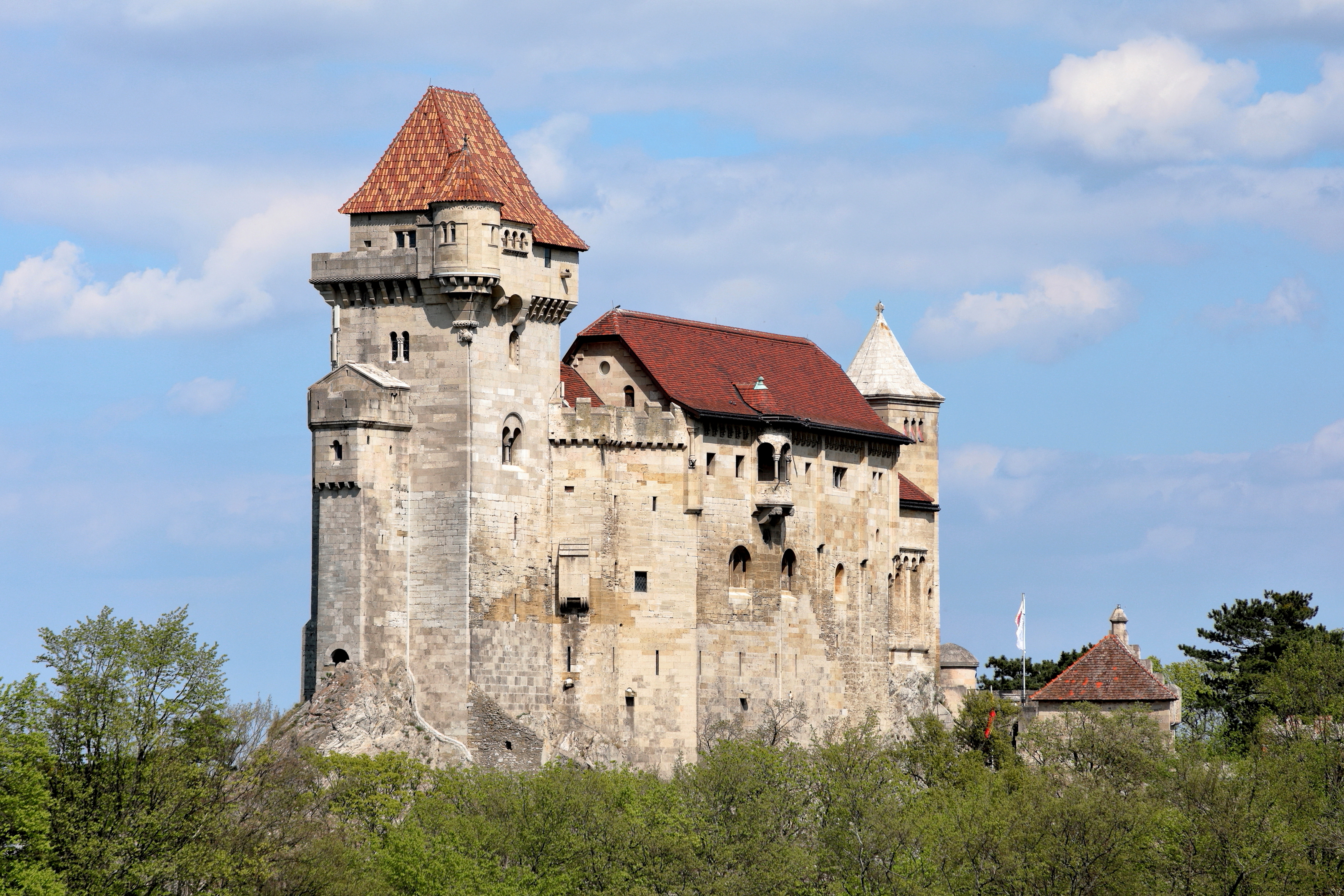
Hrad Liechtenstein

## Historie
Historie obce je úzce spojena s pěstováním vinné révy. Podle archeologických nálezů zde sídlili již Keltové a později se zde usazovali také Římané.
První písemná zmínka o Andělské šibalské obci (Engelschalkesdorf) při klášteru Klosterneuburg je z roku 1130. V té době se také stavěl hrad Liechtenstein. V roce 1454 byl postaven františkánský klášter. V období tureckých válek byla obec vícekrát zničena. Také františkáni museli v době reformační klášter opustit, potom se zase vrátili a obec se opět rekatolizovala.
Dějiny 19. století jsou úzce a velmi silně svázány s Johannem I. z Liechtensteina (1760-1836), který zase koupil hrad Liechtenstein a okolí znovu zalesňoval.
Koncem 19. století vznikl druhý klášter, misijní dům svatého Gabriela Steylerské misie. Tomuto klášteru také děkujeme, že tamní okolí - navzdory obrovskému stavebnímu ruchu v celé obci - s částečně zanedbanou zelení, která se postupně začala obnovovat.
Od roku 1938 až do 1954 obec Maria Enzersdorf příslušela k Velké Vídni (24. okres).
V roce 1964 byl postaven klášter klarisek.
K největšímu rozšíření obce došlo, když se postavilo jižní město, jako zahradní město. Zásluhu na tom má někdejší generální ředitel NEWAG a zemský hejtman Viktor Müllner, za kterého se od 12. září 1960 za deset let dokončila výstavba a počet obyvatel obce se více než zdvojnásobil (1961 3825 obyvatel a 1971 8120 obyvatel). Současně se také v jižním městě zřídilo ústředí dnešní EVN. Také zřízením zemského sportovního centra v jižním městě napomohlo při budování města a současně se osídlovalo.

## Nový obecní úřad
Dne 19. října 2004 se rozhodlo, že starý obecní úřad, který je příliš malý a po bezpečnostní stránce nevyhovující se prodá a postaví se nový na pozemku koupeném v roce 2000. Od 6. srpna 2007 má obecní úřad novou adresu: Hauptstraße 37. Nová budova je různými aktivitami kritizována jako drahá a zbytečně předimenzovaná. ÖVP namítá, že růst nákladů je způsoben mnoholetým prodlevou způsobenou právě různými aktivitami.
Nový obecní úřad byl otevřen 6. října 2007 za přítomnosti zemského hejtmana Erwina Prölla.

## Politika

### Starostové
- 2006–2013 Edeltraud Obner
- od roku 2013 Johann Zeiner (ÖVP)

## Sádrové doly
V západní a nejvýše položeném místě obce (na pomezí obce Gießhübel) je v podzemí důl na sádru, která se zde těžila již od roku 1880. Tento důlní závod je pod stálým bezpečnostním dozorem. V devadesátých letech došlo k ojedinělému poklesu půdy na povrchu, vytvořila se přirozeně dutina, ale předpokládalo se že došlo k poklesu v místech starých štol v blízkosti sousedního jeskynního jezera. Proto bylo provedeno v letech 2004 a 2005 přes 70 vrtů, při nichž se v hloubkách identifikoval stav kamerami. Štoly zasahují až do území sousedního Gießhübelu. Tam snad měl být dříve vstup do dolu. Protože v sedmdesátých letech bylo území určené pro výstavbu, docházelo tam k poruchám na obytných domech a odůvodňovalo se to podzemní hornickou činností. Protože v tomto místě byla v době mezi válkami také skládka, mohlo pokles způsobit i nedostatečné zhutnění zeminy. Náklady na průzkumné vrty musela financovat obec. Na počátku roku 2007 důlní společnost započala se zásypem propadliny, což dokončila v srpnu 2007. Náklady na toto opatření byly vyčísleny na 3 miliony Euro, na kterých se podílela země i obec.

## Vývoj počtu obyvatel
Podle sčítání obyvatel měla obec v roce 1971 8120 obyvatel, roku 1981 9148, 1991 8594, 2001 8202 a v roce 2006 celkem 8482 obyvatel.

## Doprava
Přes obec vede Jižní dráha. Nádraží Brunn / Maria Enzersdorf je společné se sousední obcí Brunn am Gebirge, které leží na jeho katastru severně od Maria Enzersdorf. Proto je Maria Enzersdorf spojeno s Vídní v patnáctiminutových intervalech.
Městská část Jižní město leží přímo na "Badner Bahn", která ve špičce jede po 7 - 8 minutách a spojuje Wiener Neudorf a Vídeň - operu. Zastávka je východně od zastavěného území.
Do roku 1967 probíhala přes obec také tramvajová linka 390 (Vídeň-Rodaun - Mödling). Byla nahrazena autobusovou linkou.
Kromě toho vede přes obec značný počet autobusových linek, mezi jinými dobrá s přípojem ve směru na Mödling a Siebenhirten (U6). Také nádraží Liesing na Shopping City Süd a U-Bahn-stanice Hietzing (linka U4) jsou v přiměřeném čase dosažitelné.
Nadregionální spojení je mimo obec rychle dosažitelné po dálnici A2 a vídeňský vnější okruh A21. Přes obec vede zemská B12 (hlavní silnice) v severojižním směru, jakož i další zemská silnice v Schnablen, Franz-Josef-Straße, Johannesstraße, výletní okružní silnice) ve směru od východu na západ. V posledních letech došlo v celé oblasti ke vzrůstajícímu objemu přepravy, pro kterou jsou využity i vedlejší komunikace a ulice nižších tříd.

## Hospodářství
Jak bylo hlavním výdělkem vinařství, tak je dnes rozhodující průmysl a obchod. Je zde velký průmyslový závod světového významu na výrobu tiskařských strojů KBA. V jižním městě je ústředí distribuční společnosti pro Dolní Rakousko (dříve Newag-Niogas). Dále je známým ze závodů v Maria Enzersdorfu prodejna aut Stipschitz (VW-Audi).
Obě hlavní obchodní centra, jak na hlavní ulici tak i EKZ v jižním městě, mají po léta zápasů problémy: především silná konkurence jen pár kilometrů vzdálené Shopping City Süd a poměrně vyšší pronájmy v EKZ v jižním městě. Ve staré obci je málo obchodů a parkovišť, neatraktivní nabídka a zavření poslední velkoprodejny (přestěhovaná o pár set metrů na velký pozemek), na obtížnější místo. Také blízkost okresního města Mödling a Shopping City Süd způsobuje úbytek.

## Školství
- 3 Obecné školy
- 1 Gymnázium (sportovní)
- 1 Vysoká škola (teologická sv. Gabriela v misijním domě sv. Gabriela)

Až do školního roku 2007/08 byla v Maria Enzersdorfu také hlavní škola. Protože bylo málo žáků, musí docházet do hlavní školy v Brunn am Gebirge. Až po roce 2011 bude dřívější hlavní škola obnovena rozšířením obecné školy.

## Sport
Známé je spolkové sportovní centrum pod dřívějším názvem Trenkwalder Arena, domácí fotbalový spolek VfB Admira Wacker Mödling, která hraje druhou ligu.
Maria Enzersdorf je také domovem mezinárodně úspěšného klubu házené žen Hypo Niederösterreich, osminásobného vítěze Ligy mistrů EHF.

## Zajímavosti
- Hrad Liechtenstein
- Misijní dům sv. Gabriela
- Poutní kostel Marie bolestné
- Zámek Hunyadi
- Přírodní park Föhrenberge